# Lasianthus acuminatissimus
Lasianthus acuminatissimus là một loài thực vật có hoa trong họ Thiến thảo. Loài này được Merr. mô tả khoa học đầu tiên năm 1922.